# Súper Rugby 2004
El Super 12 2004 fue la novena edición del torneo hoy llamado Super Rugby, que es disputado por equipos de Australia, Nueva Zelanda y Sudáfrica.

## Clasificación
- 4 puntos por ganar.
- 2 puntos por empatar.
- 1 punto bonus por perder por siete puntos o menos.
- 1 punto bonus por anotar cuatro o más tries en un partido.

| Pos. | Equipo      | PJ | Gan | Emp | Per | PaF | PeC | Dif  | BP | Pts |
| ---- | ----------- | -- | --- | --- | --- | --- | --- | ---- | -- | --- |
| 1    | Brumbies    | 11 | 8   | 0   | 3   | 408 | 269 | +139 | 8  | 40  |
| 2    | Crusaders   | 11 | 7   | 0   | 4   | 345 | 303 | +42  | 6  | 34  |
| 3    | Stormers    | 11 | 7   | 0   | 4   | 286 | 260 | +26  | 5  | 33  |
| 4    | Chiefs      | 11 | 7   | 0   | 4   | 274 | 251 | +23  | 5  | 33  |
| 5    | Blues       | 11 | 6   | 1   | 4   | 337 | 309 | +28  | 6  | 32  |
| 6    | Bulls       | 11 | 5   | 1   | 5   | 302 | 320 | -18  | 6  | 28  |
| 7    | Sharks      | 11 | 5   | 0   | 6   | 267 | 305 | -38  | 8  | 28  |
| 8    | Waratahs    | 11 | 5   | 0   | 6   | 342 | 274 | +68  | 7  | 27  |
| 9    | Highlanders | 11 | 4   | 1   | 6   | 299 | 347 | -48  | 8  | 26  |
| 10   | Reds        | 11 | 5   | 0   | 6   | 217 | 246 | -29  | 5  | 25  |
| 11   | Hurricanes  | 11 | 4   | 1   | 6   | 275 | 303 | -28  | 5  | 23  |
| 12   | Cats        | 11 | 1   | 0   | 10  | 294 | 459 | -165 | 7  | 11  |

## Fase final

### Semifinales
| 15 de mayo de 2004 | Crusaders | 27 – 16 | Stormers | Lancaster Park, Christchurch,, |  |

| 15 de mayo de 2004 | Brumbies | 32 – 17 | Chiefs | Canberra Stadium, Canberra, |  |

### Final
| 22 de mayo de 2004 | Brumbies | 47 – 38 | Crusaders | Canberra Stadium, Canberra,     |  |
|                    |          |         |           | Asistencia: 28.753 espectadores |  |

| Bandera de Australia |
| Campeón Brumbies     |
| Segundo título       |